# Guarany Foot-Ball Club (Fortaleza)
O Guarany Foot-Ball Club foi um clube brasileiro de futebol da cidade de Fortaleza, capital do estado do Ceará. Fundado em 15 de junho de 1919 como Guarany Athletic Club, disputou os estaduais de 1919 a 1929.